# Åsa Persson (forskare)
Åsa Persson, född 1977, är en svensk forskare inom klimatpolitik. Hon är forskningschef och vice VD för Stockholm Environment Institute (SEI) samt adjungerad professor (docent) vid institutionen för Tema Miljöförändring Linköpings universitet.  

## Biografi
Persson tog sin doktorsexamen vid London School of Economics and Political Science 2007. Titeln för hennes doktorsavhandling var "Choosing environmental policy instruments: case studies of municipal waste policy in Sweden and England".
Hon började arbeta vid SEI 2001 och valdes till vice VD och forskningschef 2018. Persson har varit postdoktoral forskare vid  Stockholm Resilience Centre  2010–2012 och gästföreläsare på Australian National University Climate Change Institute i Canberra 2010 samt på Macquarie University i Sydney 2017.
Sommaren 2023 valdes hon till ordförande för Klimatpolitiska rådet. Hon är också ledamot av Kungliga Skogs- och Lantbruksakademiens (KSLA) forskningsutskott.
Hon är en av 15 forskare som har utsetts av FN för att överse de globala målen.

### Utmärkelser
Persson valdes 2025 till Årets hållbarhetsmäktigaste av tidningen Aktuell Hållbarhet.

### Fotnoter
1. ↑  Persson, Åsa (2007) (på engelska). Choosing environmental policy instruments: case studies of municipal waste policy in Sweden and England. London School of Economics and Political Science. http://etheses.lse.ac.uk/909/. Läst 23 januari 2024.
2. ↑  ”Ny vice vd och forskningschef för SEI” (på brittisk engelska). SEI. https://www.sei.org/about-sei/press-room/ny-vice-vd-och-forskningschef-sei/. Läst 23 januari 2024.
3. ↑  ”Åsa Persson” (på brittisk engelska). SEI. https://www.sei.org/people/asa-persson/. Läst 23 januari 2024.
4. ↑  Alskog, Johanna (4 april 2023). ”Klimatpolitiska rådet byter ordförande”. Altinget.se. https://www.altinget.se/artikel/klimatpolitiska-raadet-byter-ordforande. Läst 23 januari 2024.
5. ↑  Olof Östman (5 oktober 2023). ”Vetenskapen ska rädda de globala målen”. Sveriges Natur. https://www.sverigesnatur.org/aktuellt/vetenskapen-ska-radda-de-globala-malen/. Läst 23 januari 2024.
6. ↑  ”Åsa Persson: ”Klimatledarskap är en färskvara””. www.aktuellhallbarhet.se. https://www.aktuellhallbarhet.se/miljo-och-klimat/klimatpolitik/asa-persson-klimatledarskap-ar-en-farskvara/. Läst 4 april 2025.